# Turbinella tuberculata
Turbinella tuberculata là một loài ốc biển, là động vật thân mềm chân bụng sống ở biển trong họ Turbinellidae.